# Hohenleiten
Hohenleiten ist ein Gemeindeteil von Eurasburg im oberbayerischen Landkreis Bad Tölz-Wolfratshausen. Der Weiler liegt circa zweieinhalb Kilometer südwestlich von Beuerberg.

## Baudenkmäler
Siehe: Liste der Baudenkmäler in Hohenleiten